# Dhalavoipuram
Dhalavoipuram là một thị xã panchayat của quận Virudhunagar thuộc bang Tamil Nadu, Ấn Độ.

## Nhân khẩu
Theo điều tra dân số năm 2001 của Ấn Độ, Dhalavoipuram có dân số 5371 người. Phái nam chiếm 50% tổng số dân và phái nữ chiếm 50%. Dhalavoipuram có tỷ lệ 71% biết đọc biết viết, cao hơn tỷ lệ trung bình toàn quốc là 59,5%: tỷ lệ cho phái nam là 78%, và tỷ lệ cho phái nữ là 65%. Tại Dhalavoipuram, 11% dân số nhỏ hơn 6 tuổi.